# Bud Yorkin
Alan David "Bud" Yorkin (Washington, Pensilvania, 22 de febrero de 1926-Bel-Air, Los Ángeles, California, 18 de agosto de 2015) fue un productor de cine y televisión, director, escritor y actor estadounidense.

## Antecedentes
Yorkin nació cerca de Pittsburgh en la ciudad de  Washington, Pensilvania. Obtuvo una licenciatura en ingeniería de la Carnegie Tech, ahora Universidad Carnegie Mellon, en Pittsburgh, Pensilvania.

## Carrera
En 1954, Yorkin se convirtió en el productor de The Tony Martin Show de la cadena de televisión NBC, un programa de variedades de 15 minutos. En 1956, se convirtió en el productor y director de The Ford Show, programa de variedad estadounidense, protagonizado por el cantante y popular humorista Tennessee Ernie Ford.
En 1958, Yorkin se unió con el productor y guionista Norman Lear para formar la compañía productora de cine y televisión Tandem Productions, la cual produjo varias películas y especiales de televisión en la década de 1960 a 1971 junto a compañías importantes como United Artists y Warner Bros.
Yorkin dirigió y produjo el especial de televisión An Evening With Fred Astaire (1958), el cual ganó nueve Premios Emmy. Más tarde produjo muchas de las comedias exitosas de la década de 1970, como All in the Family, Maude, Good Times y Sanford and Son.
Después de su separación de Lear, Yorkin pasó a formar Bud Yorkin Productions. Su primer sitcom después de la separación fue el fracasado spin-off de Sanford and Son, Grady.
Entre las películas dirigidas por Yorkin figuran The Thief Who Came to Dinner, Divorce American Style e Inspector Clouseau, el rey del peligro, de la saga de la Pantera Rosa.

## Vida personal
Yorkin fue padre de la guionista y productora Nicole Yorkin. Estaba casado con Cynthia Sikes.

## Fallecimiento
Yorkin falleció el 18 de agosto de 2015 a los 89 años por causas naturales.